# Ulica Śląska w Łodzi
Ulica Śląska – najdłuższa ulica na osiedlu Dąbrowa w Łodzi - ma 3,25 km długości.
Pierwotnie ulica nazywała się Julianowska. Po I wojnie światowej, ze względu na włączenie do Łodzi Bałut z kolejną ulicą Julianowską, ulicy nadano nazwę Śląskiej. Później już tylko raz - w czasie okupacji niemieckiej ulica nosiła inną nazwę - Grazer Strasse (na cześć austriackiego miasta Graz). Po wojnie przywrócono poprzednią nazwę.
W bezpośrednim sąsiedztwie ulicy znajduje się dworzec kolejowy Łódź Chojny. Ulica kończy bieg w okolicach Parku na Młynku.
Przy ulicy Śląskiej położone są dwie pętle (krańcówki) tramwajowe: działająca od 1965 roku, przy skrzyżowaniu z ulicą Kilińskiego oraz otwarta w 1967 roku, przy skrzyżowaniu z ulicą Niższą.
Nazwą "ulica Śląska" nazywa się niekiedy również wybudowaną w 2007 roku aleję Ofiar Terroryzmu 11 Września w Łodzi (łączącą ulicę Tomaszowską z rondem przy montowni komputerów) oraz aleję Cezarego Józefiaka (od montowni komputerów do ulicy Rokicińskiej). Pierwotnie obie powyższe ulice projektowane i prezentowane były pod nazwą "ulica Śląska". Zmiany nazewnictwa ulicy dokonano w przededniu otwarcia wybudowanego odcinka od ul. Tomaszowskiej do montowni komputerów, celem upamiętnienia ofiar zamachu z 11 września 2001 r.

## Otoczenie
- Pętla tramwajowa Chojny (Kilińskiego/Śląska - Dworzec Łódź-Chojny)
- Osiedle Dąbrowa
- Park na Młynku, ul. Śląska 168